# Antonio Calegari (militare)
Antonio Calegari (Milano, 1º febbraio 1898 – Milano, 11 ottobre 1956) è stato un militare, scrittore e marittimo italiano, comandante della Marina Militare e Mercantile italiana, studioso di storia e letteratura navale.

## Biografia
Primogenito dell'imprenditore milanese Teodoro Calegari, ebbe sin dall'infanzia la vocazione del mare: è significativo che egli frequentasse l'Istituto nautico di Camogli, la grande culla marinara italiana, ove si diplomò aspirante capitano di lungo corso nel 1918. Uscito aspirante guardiamarina di complemento dalla Regia Accademia Navale, prese subito servizio su navi militari che effettuavano crociere nel Mediterraneo; promosso al grado di guardiamarina assunse il comando di un MAS operante il dragaggio di mine nell'Adriatico dove rimase ferito a causa di una esplosione accidentale venendo successivamente destinato a bordo della corazzata Andrea Doria, dove rimase sino al gennaio 1921, quando, congedatosi, lascia la Regia Marina. Iscrittosi ai Fasci di Combattimento il 1º febbraio 1921, partecipò ad azioni contro i sovversivi prima della marcia su Roma. Nel 1923 si sposò con Giuseppina Zanzi figlia del noto notaio di Varese Lugi Zanzi, e dalla quale ebbe, tra il 1925 ed il 1939, sei figli maschi, compagna prematuramente scomparsa a soli 55 anni; rimane un ricco ed intenso epistolario del Calegari con l'amata moglie scritto nei difficili periodi di navigazione, in pace ed in guerra.
Divenuto nel 1926 capomanipolo della Milizia Volontaria per la Sicurezza Nazionale (MVSN), nel 1927, per sua iniziativa, nel comune dove risiede, apre la «Sezione marinara di Valganna» dell'Unione Marinara Italiana (UMI) divenendone il presidente e curandone il bollettino; nel 1928 è l'ideatore e direttore dei Corsi premilitari-premarinari ai quali venivano destinati gli avanguardisti della ONB prima e della GIL poi.
Fin dai tempi del servizio militare di leva in Marina come ufficiale di complemento, Calegari aspirò a comunicare, diffondere la sua passione per il mare, mirando alla formazione della coscienza marinara italiana, passione che lo portò a fondare a Milano l'Istituto Editoriale Avio-Navale cui si dovettero diverse pubblicazioni come una raccolta di canti su Lepanto di Guido Antonio Quarti, album di stampe a soggetto marinaresco, volumi di vita navale vissuta come Acqua Rossa del comandante Giorgio Croppi e A gabbie Basse e Garibaldi sul mare del giornalista e scrittore Ugo Cuesta. È di quel periodo la sua grande amicizia con il pittore navale Rudolf Claudus di cui si rese partecipe nella divulgazione delle opere tanto che lo stesso divenne il pittore ufficiale della Marina Militare Italiana.
Nel frattempo continuò a navigare nella marina mercantile dal 1922 al 1935 quando, richiamato in servizio attivo con il grado di tenente di vascello, partecipò alla campagna di Etiopia, terminata la quale prestò la sua opera nell'Istituto Idrografico della Marina; ebbe in quel periodo l'opportunità di meglio dedicarsi a raccogliere testimonianze e documenti sull'azione delle marinerie italiane nel Mediterraneo contro i turchi ed i barbareschi nonché sull'attività dei corsari al servizio delle varie potenze; su queste basi storiche il comandante Calegari, in collaborazione con Ugo Cuesta, suo caro amico, ebbe modo di realizzare l'opera La Mezzaluna sul Mediterraneo. Corsari e sultane (uscita postuma nell'aprile 2004 per i tipi dell'editore G. Bellavite di Missaglia).
Scoppiata la seconda guerra mondiale fu inizialmente addetto al Comando del IV gruppo sommergibili a Taranto; nel 1941 fu al comando della nave ausiliare Aventino in qualità di capo-convoglio in difficili situazioni di guerra marittima. Nel 1942, con il grado di capitano di corvetta, fu destinato al comando dell'incrociatore ausiliario Loredan (a bordo del quale lo scrittore e corrispondente di guerra Vittorio Giovanni Rossi scrisse Marinai in guerra) addetto alla scorta dei convogli  nel Mediterraneo Occidentale; all'inizio della invasione della Sicilia gli fu affidato il comando della nave-traghetto Scilla con l'incarico di organizzare, sotto l'incalzare degli attacchi alleati, la ritirata delle truppe italo-tedesche. Fu insignito di due croci di guerra e da una medaglia di bronzo al valore militare.
Dopo l'avvenuto armistizio nel settembre del 1943, con il Nord-Italia occupato e duramente provato dalle responsabilità fisiche e morali, obbedendo al governo legale, scelse la via dell'esilio in Svizzera sino al termine del conflitto mondiale; anche in questo periodo ebbe modo di coltivare e proseguire i propri studi di storico navale con originali ricerche sulle antiche costruzioni navali del lago di Ginevra ad opera di carpentieri liguri.
Dopo la guerra tornò alla marina mercantile sulle rotte del Sud-America e del Mediterraneo, e proprio di guardia in pieno nord-Atlantico fu colto dalla paresi che doveva per alcuni anni fiaccare il suo corpo, lo spirito sofferente per la prematura e improvvisa scomparsa dell'amatissima moglie nel 1953, l'accorato ricordo dei suoi colleghi e dei suoi marinai e la preoccupazione per l'avvenire dei suoi figli. Ha terminato la sua vita fra i suoi libri ed i suoi scritti  rendendosi partecipe sino all'ultimo del suo grande amore verso il "mare".

## Opere letterarie
- Antonio Calegari, Ugo Cuesta, La mezzaluna sul Mediterraneo. Corsari e sultane, Bellavite, Missaglia, 2004 ISBN 978-88-751-1021-5